# Batrun
Batrun (arabisch البترون, DMG al-Batrūn) ist eine Küstenstadt im Nord-Gouvernement des Libanon. Batrun ist Hauptort des gleichnamigen Distrikts und Sitz eines Römisch-Katholischen Bistums. Der Name ist vom Griechischen Bothrys abgeleitet und wurde später zu Botrus latinisiert. Strabon, Plinius und Ptolemäus haben die hellenistische Kolonie erwähnt.
Die Stadt liegt etwa 50 Kilometer nördlich von Beirut und 25 Kilometer südlich von Tripoli. Strandbäder und ein lebendiges Nachtleben machen Batrun zu einem beliebten Ausflugsziel.
Die Stadt ist von Zitronenhainen umgeben und seit Anfang des 20. Jahrhunderts für die frische Limonade bekannt, die daraus hergestellt wird.
1932 gab es 2136 Einwohner, die überwiegend Maroniten waren. Für 2010 wurden 15.386 Einwohner errechnet.

## Geschichte
Batrun liegt auf einer Landspitze, die von den Phöniziern besiedelt wurde. In der Antike erhielt der Ort den Namen Theoprosopon, in der byzantinischen Zeit wurde er als Kap Lithprosopon bezeichnet. Die Gründung der Stadt geht auf Ithobal I., den König von Tyros zurück, dessen Tochter Dschesabel (897 bis 866 vor Christus) Ahab heiratete.
In römischer Zeit gehörte Batrun zur Provinz Phoenicia Prima und während der Christianisierung wurde die Stadt Sitz eines Suffraganbischofes des Patriarchen von Antiochien.
Im Jahre 551 wurde Batrun durch ein Erdbeben zerstört. Die Historiker sagen, dass der natürliche Hafen dadurch entstanden ist.
Seit dem 10. Jahrhundert war Batrun Sitz eines Griechisch-Orthodoxen Bistums und die Bischöfe Porphyrius (451), Elias (512) und Stephan (553) stammten von hier. Zu der Zeit war Batrun, das erst mit der Eroberung durch die Muslime diesen Namen erhielt, als Petrounion bekannt.
Zur Zeit der Kreuzzüge im 12. und 13. Jahrhundert bildete Batrun eine eigenständige Herrschaft innerhalb der Grafschaft Tripolis. Aus dieser Zeit stammt auch die im Nordwesten vor der Stadt gelegene Kreuzfahrerburg Mousaylaha. 1282 wurde Batrun von den Mamluken erobert.
Unter osmanischer Herrschaft war Batrun Verwaltungssitz und Sitz einer maronitischen Diözese.

## Persönlichkeiten
- Gebran Bassil (* 1970), libanesischer Politiker
- Joseph Attieh (* 1987), Sänger
- Butros Harb, Politiker
- Farid Mkari, Politiker